# Eucalypteae
Eucalypteae es una tribu de plantas de la familia de las mirtáceas. Tiene los siguientes géneros:

## Géneros
| - Allosyncarpia S.T.Blake - Angophora Cav. - Arillastrum Pancher ex Baill. - Corymbia K.D.Hill & L.A.S.Johnson | - Eucalyptopsis C.T.White - Eucalyptus L'Hér. - Stockwellia D.J.Carr et al. |